# Роза Петер
Роза Петер (на унгарски: Rózsa Péter) е унгарска математичка, най-известна с работата си в областта на теория на рекурсията.

## Биография
Роза Петер е родена в Будапеща, Унгария, като Роза Полицер (Politzer). Записва се да учи в Будапещенския университет, първоначално изучавайки химия, но по-късно продължава с математика. В началото се занимава с проблеми от теория на числата, но след като открива, че резултатите ѝ са били публикувани от Робърт Кармайкъл и Ленърд Диксън, изоставя математиката и се отдава на поезията. Под напътствията на приятеля си Ласло Калмар, който ѝ предлага да изследва трудовете на Курт Гьодел върху теорията на непълнотата.
Петер представя резултатите си по теория на рекурсията пред Международния конгрес на математиците, който се провежда в Цюрих през 1932 г. За изследванията си получава докторска степен с отличие. На изданието на конгреса през 1936 година в Осло, тя представя статия за рекурсивните функции над две променливи. Тези статии спомагат за полагането на основите на модерната теория на рекурсивните функции като отделен клон на математиката.
През 1937 година тя е поканена за редактор на списанието по символна логика.
След приемането на „еврейските закони“ през 1939 година в Унгария, на Роза Петер ѝ е забранено да преподава заради еврейските ѝ корени и за кратко тя е затворена в гето в Будапеща. По време на Втората световна война, тя написва книгата Играейки с безкрайността: Математически изследвания и екскурзии – труд, който въвежда незапознатия читател в теорията на числата и логиката. Оригинално публикувана на унгарски, книгата е преведена на английски и на още десетина езика.
След края на войната през 1945 година, Петер получава първото си щатно назначение като преподавател в Будапещенския педагогически колеж. През 1952 година, Роза Петер става първата унгарка, която се хабилитира с голяма докторска степен по математика. След като колежът затваря прати през 1955 година, тя постъпва като преподавател в Будапещенския университет „Еотвьош Лоранд“ до пенсионирането си през 1975 година. Тя е популярен преподавател, известна сред студентите си като „Леля Роза“.
През 1951 година, тя публикува най-важния си труд „Рекурсивни функции“. Считано от средата на 1950-те тя започва да се занимава с компютърни науки и през 1976 година излиза последната ѝ книга, озаглавена „Рекурсивни функции в компютърната теория“, преведена през 1981 година на английски.

## Награди
Роза Петер получава наградата „Лайош Кошут“ през 1951 година. През 1953 година унгарското математическо общество „Янош Бояй“ я удостоява с наградата „Мано Беке“. През 1970 и 1973 година получава съответно сребърна и златна държавна награда. През 1973 година, тя става първата жена, избрана за член на Унгарската академия на науките.